# Зипойт
Зипойт I (на старогръцки: Zιπoίτης, Zιβoίτης, Zipoites, Zipoetes, * 356 пр.н.е., † 280 пр.н.е.) е цар на Витиния в северозападна Мала Азия от 328 пр.н.е. до 280 пр.н.е.

## Управление
Той идва на трона след баща си Бас († 326 пр.н.е.), който управлява Витиния от 376 пр.н.е. и остава независим от Александър Велики.
Зипойт успява да запази независимостта на държавата си и спрямо диадохите Антигон I Монофталм и Лизимах. Той се съюзява с Антигон I Монофталм, побеждава Лизимах в битка през есента 297 пр.н.е. и взема официално пръв царската титла във Витиния. Той отстъпва трона на синът си Никомед I. Зипойт умира малко след битката при Корупедия (281 пр.н.е.).
Той има двама сина Никомед I и Зипойт II.